# Bayadha
Bayadha là một đô thị thuộc tỉnh El Oued, Algérie. Dân số thời điểm năm 2002 là 26.535 người.